# Kešet
Kešet (hebrejsky קֶשֶׁת, doslova „Duha“, též překlad jména nedalekého syrského města Kunajtra a akronym Kunajtra šelanu tamid - (קוניטרה שלנו תמיד), „Kunajtra navždy naše“, v oficiálním přepisu do angličtiny Qeshet, přepisováno též Keshet) je izraelská osada na Golanských výšinách v Oblastní radě Golan.

## Geografie
Nachází se v nadmořské výšce 710 metrů,cca 34 kilometrů severovýchodně od města Tiberias, cca 83 kilometrů severovýchodně od Haify a cca 147 kilometrů severovýchodně od centra Tel Avivu. Kešet leží na náhorní plošině v střední části Golanských výšin. 5 kilometrů jihovýchodně od vesnice se z této planiny zdvíhá kužel vyhaslé sopky Har Peres.
Na dopravní síť Golanských výšin je obec napojena pomocí silnice číslo 87, která protíná Golany od západu k východu. Západně od vesnice prochází rovněž takzvaná Ropná silnice.

## Dějiny
Kešet leží na Golanských výšinách, které byly dobyty izraelskou armádou v roce 1967 a jsou od té doby cíleně osidlovány Izraelci. Tato obec byla založena v roce 1974. V roce 1973 během jomkipurské války se skupina obyvatel z Merom Golan rozhodla založit novou osadu přímo na předměstí opuštěného syrského města Kunajtra a zabránit tak případnému návratu této oblasti pod suverenitu Sýrie. Do této provizorní osady pak zamířili i další aktivisté z celé země, sekulární i nábožensky zaměření. Po válce došlo v rámci dohody o odpoutání sil mezi Izraelem a Sýrií k převodu města Kunejtra do nárazníkové zóny, ale oblast vlastní provizorní osady Kešet zůstala pod suverenitou Izraele. Podle zprávy vypracované roku 1977 pro Senát Spojených států amerických byla osada založena v květnu 1974.
Na podzim 1974 se osadníci přesunuli o něco dál do prostoru vysídlené syrské obce Chušnija. Osada v této době fungovala jako kombinace mošavu a kibucu - takzvaný mošbuc (מושבוץ). V této fázi v osadnickém jádru převážili nábožensky založení členové. Na založení obce se podílela organizace ha-Po'el ha-Mizrachi.
Obyvatelé patřili mezi stoupence Národní náboženské strany. V následujících letech probíhal spor o nalezení trvalé lokality pro tuto osadu. Armáda, která vnímala střední část Golanských výšin jako strategickou zónu možné konfrontace se Syřany, odmítala povolit vznik civilního sídla příliš blízko linii příměří. V roce 1977 se v tehdy ještě stále provizorně umístěné osadě Kešet uvádí 300 obyvatel. Mělo tehdy jít o polovojenskou osadu, jejíž obyvatelé vykonávali některé úkoly pro izraelskou armádu. Nakonec bylo vybráno místo cca 5 kilometrů od hraniční linie a tam se osadníci přestěhovali v září 1978.
V obci funguje synagoga, obchod se smíšeným zbožím a zdravotní středisko. Ve vesnici dále fungují zařízení předškolní péče o děti a nižší stupeň základního náboženského školství. Vyšší třídy základní školy a střední škola (ješiva) jsou k dispozici v osadě Chispin. V obci také působí vojenská přípravka, takzvaná mechina Kešet-Jehuda (קשת-יהודה), a zemědělská odborná škola Kešet Jehonatan (קשת יהונתן). Místní ekonomika je založena na zemědělství (včetně výroby přírodních džusů) a na turistickém ruchu. Kešet bývá popisována jako mošav (mošav šitufi), někdy jako pouhá společná osada (jišuv kehilati), tedy bez kolektivních prvků v hospodaření jejích obyvatel.

## Demografie
Kešet je osadou s nábožensky založeným obyvatelstvem. Jde o menší sídlo vesnického typu s dlouhodobě rostoucí populací. K 31. prosinci 2014 zde žilo 722 lidí. Během roku 2014 vzrostla populace o 2,1 %.
| Rok            | 1983 | 1995 | 1999 | 2000 | 2001 | 2003 | 2004 | 2005 | 2006 | 2007 | 2008 | 2009 | 2010 | 2011 | 2012 | 2013 | 2014 |
| -------------- | ---- | ---- | ---- | ---- | ---- | ---- | ---- | ---- | ---- | ---- | ---- | ---- | ---- | ---- | ---- | ---- | ---- |
| Počet obyvatel | 206  | 404  | 445  | 441  | 468  | 494  | 501  | 524  | 517  | 526  | 549  | 645  | 660  | 655  | 692  | 707  | 722  |